# Kapteynova hvězda
Kapteynova hvězda je červený trpaslík spektrální třídy M1, nachází se 13 světelných let od Země v souhvězdí Malíře. Má hvězdnou velikost 9 a je pozorovatelný pouze dalekohledem.

## Historie
Hvězda, která je v současné době známa pod názvem Kapteynova hvězda, byla katalogizována v roce 1898 nizozemským astronomem Jacobusem Kapteynem. Při zkoumání hvězdných map a fotografických desek zaznamenal u hvězdy velmi vysoký vlastní pohyb po obloze (více než 8 úhlových vteřin za rok). Hvězda byla pojmenována na počest svého objevitele Kapteynovou hvězdou. V době svého objevu měla ze všech hvězd největší vlastní pohyb po obloze, sesadila z prvního místa hvězdu Groombridge 1830. Po objevu Barnardovy hvězdy v roce 1916 má Kapteynova hvězda dodnes druhý nejvyšší vlastní pohyb po obloze. Nejblíže byla Slunci před 10 800 lety, 7 světelných let.

## Fyzikální vlastnosti
Kapteynova hvězda je hvězdou hlavní posloupnosti o velikosti čtvrtiny a hmotnosti třetiny Slunce, má povrchovou teplotu přibližně 3 500 Kelvinů, přesná měření dávají odlišné údaje. Jedná se o proměnnou hvězdu typu VZ Pictoris a BY Draconis.
Tato hvězda je neobvyklá v několika dalších ohledech: má vysokou radiální rychlost, obíhá kolem středu naší Galaxie po retrográdní dráze a je nejbližší známou hvězdou, která je součástí hala naší galaxie.
Chemické složení hvězdy naznačuje, že Kapteynova hvězda byla původně součástí kulové hvězdokupy Omega Centauri, která je pravděpodobně zbytkem trpasličí galaxie, která byla pohlcena Mléčnou dráhou.